# Pikku Sääjärvi
Pikku Sääjärvi är en sjö i Övertorneå kommun i Norrbotten och ingår i Sangisälvens huvudavrinningsområde.